# 西非馬鮫
西非馬鮫為輻鰭魚綱鱸形目鯖亞目鯖科的其中一種，分布於東大西洋區，從加那利群島至安哥拉海域，棲息深度1-40公尺，體長可達100公分，棲息在沿岸海域，屬肉食性，以魚類為食，可做為食用魚。

## 擴展閱讀
維基物種上的相關：西非馬鮫